# Théodore Joran
 (janvier 2018).
Joseph Théodore Joran, né le 4 février 1858 à Soultzmatt est un écrivain et sociologue français. Il s'agit d'une figure de l'antiféminisme à la fin du XIXe siècle et en début du XXe siècle.

## Biographie
Il est le fils de Paul Louis Alexandre Joran, directeur de filatures, et d'Amélie Bayer. Licencié ès-lettres. Il enseigne ensuite dans différents lycées, dont le Lycée Fénelon à Paris. 
Il se lie, à Laval, avec Émile Trolliet. Ce dernier trouva chez M. et Mme Joran, qu'il avait connus à Laval, et qui vinrent, plus tard, habiter Paris, une seconde famille, où, comme il aimait à le répéter « des parents de choix. » C'est dans le salon de Mme Joran qu'il conçut l'idée de l'Âme d'un résigné et qu'il rencontra les principaux personnages de ce roman.  
Il est l'auteur de plusieurs ouvrages sur le féminisme, ainsi que de plaidoyers sur la défense de la langue française. Théodore Joran est aujourd'hui connu pour son antiféministe. 
Il a occupé plusieurs postes à l'étranger, professeur de français en cours de vacances à l'Université de Bonn en 1899, professeur de français dans un lycée en Roumanie et conférencier en 1913, pour la promotion de la langue et de la culture française. 
Il est journaliste à L'Univers, directeur de La Revue idéaliste et écrivain et dirigea l'École d'Assas.
Il parle l'allemand, et effectue de nombreux séjours en Allemagne entre 1900 et 1914 et opère souvent des comparaisons entre le français et l'allemand dans ses ouvrages sur le français. 
Il signe également, dans le sillage de ses voyages, des articles sur l'Allemagne contemporaine dans la Revue bleue, le Mercure de France.
Il est censeur et membre actif de la Société de Sociologie de Paris, et a donné de nombreuses conférences au cours des séances de cette société. Il a donné des conférences économiques et politiques à Paris et en province pour le compte de la Société anti-austro-allemande.
Il est officier de l'Académie, officier de l'Instruction publique, et chevalier de la Légion d'Honneur en 1929. Il obtient plusieurs prix de l'Académie française : Prix Montyon en 1906, Prix Fabien en 1916, Prix d'Académie en 1936.

## Distinctions
- Officier d'académie (1925)
- Officier de l'Instruction publique
- Chevalier de la Légion d'honneur (1929)

## Antisémitisme
Théodore Joran ne fait pas mystère de son antisémitisme. Il est à cet égard proche de Marthe Borély et de Clément Vautel, deux autres antisémites notoires des années 1920.

## Publications
- Conférence sur MM. Erckmann et Chatrian, prononcée à Saint-Dié, le 11 décembre 1881... - L'Homme et le poète dans Théodore Jouffroy, discours de distribution de prix. Saint-Dié : impr. de C. Dufays, 1882, In-8° , 81 p.
- Au fil du Rhin, Besançon : Dodivers, 1896 In-16, 50 p.
- Cinna., Thouars : Impr. nouvelle, (1897) In-8° , 28 p.
- Le Nouveau régime scolaire, la loi sur l'enseignement libre Paris : impr. de F. Levé, 1904  In-16, 79 p.- Articles parus dans l'Univers en février et mars 1903
- Université et enseignement libre, deux systèmes d'éducation. Paris : Bloud, 1905 In-16, 235 p.
- Plaidoyer pour les langues mortes, C. Poussielgue, 1905 In-16, II-61 p. Articles parus dans l'Univers
- Le mensonge du féminisme : Opinions de Léon H... Paris : H. Jouve, DL 1905 1 vol. (458 p.) ; in-16
- Autour du féminisme, Paris : Bibliothèque des Annales politiques et littéraires, 1906, 1 vol. (XI-217 p.) : fig. ; in-18
- Langue allemande, choix de germanismes, suivi d'une liste alphabétique des verbes irréguliers Série I. Paris : Préteux, (1906) In-18
- Choses d'Allemagne, Paris : F.-R. de Rudeval, 1906 In-8° , 263 p., pl.
- Le chapitre des beaux-arts du siècle de Louis XIV de Voltaire : édition classique. précédée d'une étude sur Voltaire critique littéraire par Théodore Joran,..., Edition expurgée, Croville-Morant, 1906, 1 vol. (103 p.) ; in-8, En Appendice à l'introduction : le XVIIe siècle jugé par d'Alembert
- Le Féminisme à l'heure actuelle, Paris : V. Giard et E. Brière, 1907 Gr. in-8° , 16 p.-  Extrait de la Revue internationale de sociologie
- Au cœur du féminisme avec une lettre-préface de M. Frédéric Masson, Paris : A. Savaète, DL 1908,1 vol. (XV-210 p.) ; in-8, Collection Arthur Savaète à 3 fr. 50 ; n° 11
- La trouée féministe ; avec une étude-préface par Gabriel Aubray, Paris : A. Savaète, [1909] XXXII-256 p. : fig. ; in-8, Collection Arthur Savaète à 3 fr. 50 : politique et littérature, arts, sciences, histoire, philosophie et religion ; n° 3
- Les féministes avant le féminisme : Christine de Pisan, Érasme, Corneille Agrippa, Agrippa d'Aubigné... ; avec une préface par Louise Faure-Favier. Paris : A. Savaète, 1910, 1 vol. (XVI-243-[2] p.- [11] p. cat. éd.) ;  Collection Arthur Savaète
- Le suffrage des femmes Paris : A. Savaète, [1914] IX-384 p. ; in-18
- Méthode rationnelle et pratique de langue allemande, par A. Fontaine,... Théodore Joran,... baccalauréat latin-langues...  Paris : Delagrave, 1917. In-8° , 103 p.
- Le Péril de la syntaxe et la crise de l'orthographe : recueil de locutions vicieuses, dressé par ordre alphabétique..., Paris : A. Savaète, [circa 1920] 144 p., plusieurs éditions.
- Un illustre oublié : Antoine-Léonard Thomas. Paris : Revue bleue, 1926. 1 pièce (paginé 174-180) ; in-4°. Extrait de la Revue bleue, 20 mars 1926
- Les Manquements à la langue française. Tournures et locutions vicieuses méthodiquement classées et redressées, Le Mesnil (Eure), impr. Firmin-Didot et Cie ; Paris, Gabriel Beauchesne, éditeur, 1928. (8 juin.) In-16, XXIII-291 p.
- Réflexions sur Delphine, roman de Mme de Staël, Paris : Revue bleue, 1928 1 pièce (paginé 328-331, 361-365) ; in-4°. Extrait de la Revue bleue, 2-16 juin 1928
- Les Manquements à la langue française. Exercices pratiques,  Mesnil (Eure), impr. Firmin-Didot ; Paris, Gabriel Beauchesne, éditeur, 1930. (7 octobre 1931.) In-16, 182 p.
- A propos du centenaire de Valentine : la palinodie féministe de George Sand, Paris : Revue bleue, 1932, 1 pièce (paginé 490-497) ; in-4,  Extrait de la Revue bleue, 20 août 1932
- Les féministes avant le féminisme. 2e série, La légende du Concile de Mâcon (385)...,Paris (117 rue de Rennes) : Gabriel Beauchesne et ses fils, 1935 Le Mesnil : Firmin-Didot 1 vol. (322-[2] p.) ; 19 cm

Il est aussi le traducteur d'ouvrages de Klaus Mann, de Friedrich von Schiller.